# Wilhelm-Sigismund Teuffel
Pour les articles homonymes, voir Teufel.
Wilhelm-Sigismund Teuffel est un philologue wurtembergeois né le 27 septembre 1820 à Ludwigsbourg dans le royaume de Wurtemberg et mort le 8 mars 1878 à Tübingen.

## Carrière
En 1849, il fut nommé professeur de philologie classique à l'Université Eberhard Karl de Tübingen. Il a donné une attention spéciale aux littératures de la Grèce antique et de la Rome antique, et plus tard à celle de l'Allemagne.
Ses travaux sur Juvénal, Aristophane, Eschyle et d'autres écrivains classiques, notamment dans l'encyclopédie Realencyclopädie der classischen Altertumswissenschaft et son Histoire de la littérature romaine (Geschichte der römischen Literatur) parue en 1870, sont tenus en haute estime.

## Sources
- Nouveau Dictionnaire encyclopédique universel illustré, Jules Trousset, 1886-1891